# 南吕古姆
南吕古姆（德語：Süderlügum）是德国石勒苏益格－荷尔斯泰因州的一个市镇。总面积26.59平方公里，总人口2249人，其中男性1115人，女性1134人（2011年12月31日），人口密度85人/平方公里。